# Marco Andretti
Marco Michael Andretti (Nazareth, Pennsylvania, 1987. március 13. –) amerikai autóversenyző.
Ő a fia az 1991-es IndyCar-bajnok Michael Andrettinek és az unokája a legendás autóversenyző Mario Andrettinek. Marco Andretti volt a 2006-os indianapolisi 500 legjobb újonca a második helyével, de éppenhogy lemaradt a győzelemről Sam Hornish Jr.-ral szemben az 500 mérföldes verseny történetének második legszorosabb befutóját hozva.
Andrettinek van háza Indianapolisban, a pennsylvaniai Nazarethben és Miamiban.

## A kezdetek

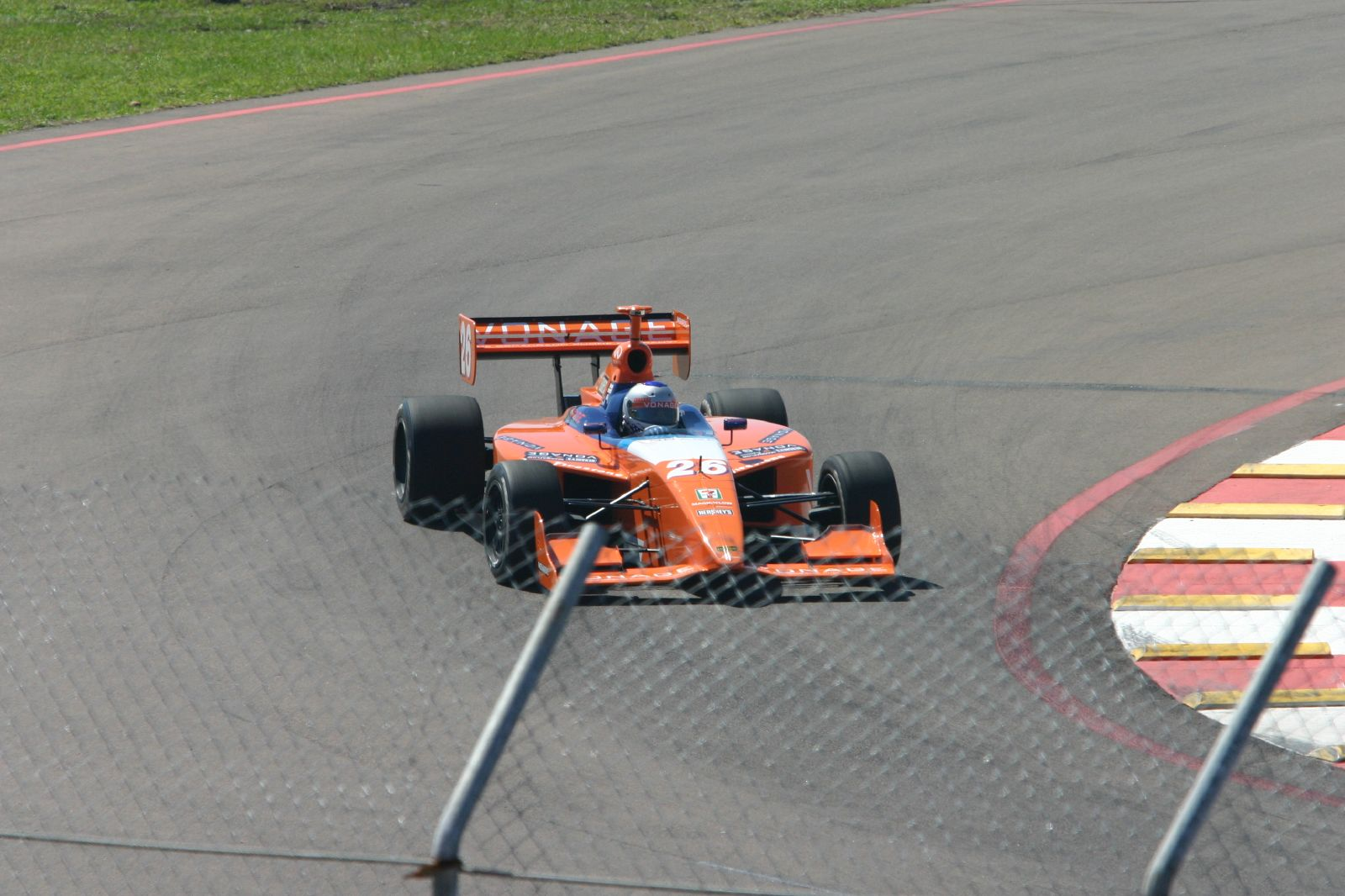
Andretti debütálása az Indy Pro 2005-ös szezonjának első versenyén a floridai St. Petersburg-ben.

Andretti nyolc versenyt nyert a Barber Formula Dodge Eastern bajnokságban, és megnyerte a bajnokságot is.
Főiskolai tanulmányainak befejezése előtt már elkezdett versenyezni a Star Mazda Szériában 2005-ben és hat versenyt teljesített az Indy Pro Szériában. Három versenyt nyert, méghozzá a (St. Petersburg-i, az Indianapolisi (épített pályás futamot) és a Sonomait) és a bajnokságot a 10. helyen zárta.
A motorsport újságíró Gordon Kirby a Champ Car szezonzáró Mexikói futamán javasolta, hogy Marco Andretti váltsa Dan Wheldon-t a #26-os Jim Beam Dallara–Honda autóban, a korábban visszavonult Michael Andretti meg bejelentette, hogy csapata színében rajthoz áll az Indy 500-on 2006-ban. A javaslat később, december 15-én hivatalossá vált, vagyis az IndyCar Series teljes szezonos versenyzője lesz az apja csapatának színeiben.

## IndyCar

### 2006
Marco Andretti első IndyCar versenyét 2006. március 26-án futotta a Homestead-Miami Speedway-en a #26-os Dallara Honda autóval amit a New York-i tőzsde támogatott, Andretti a 13. helyről indulhatott a futamon, de a versenyen kiállni kényszerült.
Az indianapolisi versenyen a második legszorosabb befutóján maradt alul Sam Hornish Jr.-al szemben a győzelemért folytatott csatában, apja Michael az ötödik legszorosabb befutót érte el 1984-ben míg nagyapja Mario 1965-ben elért harmadik legszorosabb befutót.
2006. augusztus 27-én Marco Andretti a legfiatalabb győztes lett (19 éves, 5 hónapos, 14 napos korában) az amerikai nyíltkerekes versenyzés történetében (később Graham Rahal döntötte meg ezt a rekordot) az első IndyCar Series győzelmét szerezve az Infineon Racewayen a Kalifornia-i Sonoma-ban. 2006-ban ő lett a legjobb újonc az IndyCar szériában.

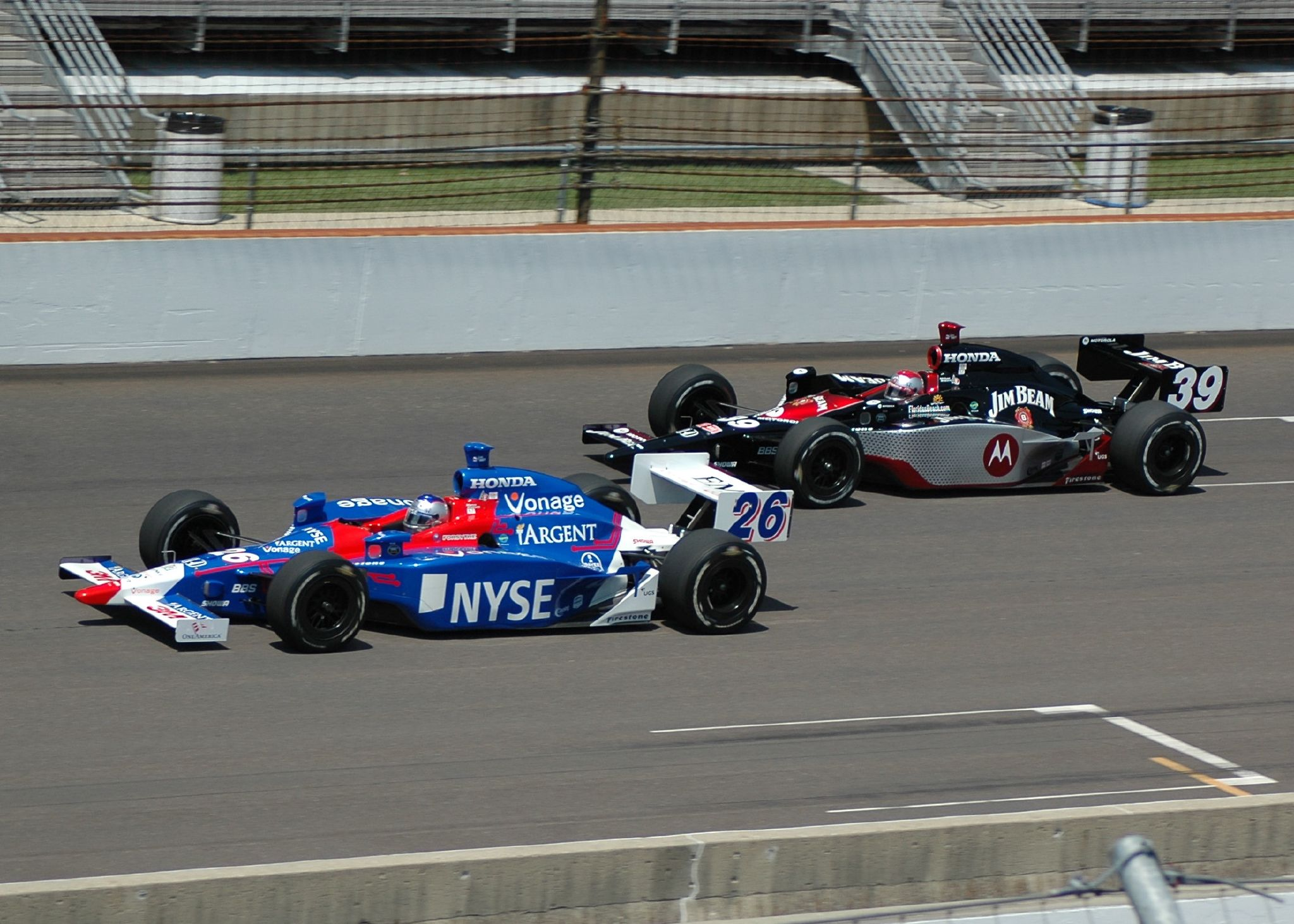
Marco (balra) az Indy 500 egyik szabadedzésén apjával Michael Andretti-vel 2007-ben.

### 2007
A 2007-es szezon nem sikerült olyan jól Andretti számára. Tízszer nem tudott befejezni versenyt és csak hétszer ért célba. A csapat megpróbálta megtalálni az egyensúlyt az oválversenyeken, hogy elejét vegyék a sorozatos baleseteknek, mind például ami a Japán versenyen, az indianapolisi versenyen, a Milwaukee, a chicagói, meg a Mid-Ohio-i nemovál versenyen történt. Ezután második lett a Michigan-i versenyen, Marco a szezont a tizenegyedik helyen és 350 ponttal zárta, győzelem nélkül. A 17 versenyes szezon során 10-szer esett ki és a legjobb eredménye egy második hely.

### 2008
Marco a 2008-as szezon első (egyben esti) futamán második lett Scott Dixon mögött, ezzel 40 pontot gyűjtött. A leghosszabb ideig Andretti autózott az élen méghozzá 85 kört ezzel további három pontot kapott.
A szezon második versenyén St. Petersburg-ban felfüggesztés hiba miatt kiesett a versenyből ezzel első kiesését szenvedte el a szezonban.
A harmadik versenyen a Japán Motegi-ben a verseny első körében kicsúszott, második kiesését elszenvedve a szezonban.
A 2008-as indianapolisi 500on a harmadik helyen végzett. A verseny folyamán megelőzte csapattársát Tony Kanaant, aki ezt követően a falnak csapódott.
Egy héttel később ő lett a legfiatalabb Pole Pozíciót szerző pilóta (21 éves 79 napos korában) a Milwaukee Mileon. A verseny már nem sikerült olyan jól mert a verseny vége előtt három körrel kiesett a versenyből baleset miatt.
A Texas-i versenyen ismét kiesett, miután Ryan Hunter-Reay-el összeütközött
Az Iowa-i versenyen harmadik lett.
A Richmond-i versenyen egész jól szerepelt de egy hiba miatt visszacsúszott és csak kilencedik lett.
Watkins Glen-ben ötödik helyezést ért el.
A Nashville-i verseny előtt elindult az ALMS Lime Rock-i futamán de ott műszaki hiba miatt kiesett aztán jött Nashville-be ahol 24. lett.
Mid-Ohio-ban kiesett egy négy autót érintő balesetben egy újraindítást követően.
Az újonnan megrendezett Edmontoni versenyen két alkalommal is az élen állt rövid ideig de a végén csapattársa, Danica Patrick előtt 17. lett.
Kentuckyban egy ideig a győzelemért ment de az egyre fogyó üzemanyag miatt ki kellett menni a boxba de így is harmadik lett.
Az Infineon Racewayen egy eseménytelen versenyt követően 14. lett.
A detroiti versenyen műszaki hiba miatt kiesett és 18.-ként rangsorolták.
A szezonzáró chicagói versenyen egy 8. helyezést ért el.
A nemhivatalos szezonzáró versenyen, Surfers Paradise-ban is elindult ezzel 2008 legutolsó versenyén 13. lett.
A szezont a 7. helyen zárta hét kieséssel és 363 ponttal.

### 2009
A St. Pete versenyen Alex Tagliani-val ütközve kiesett a versenyből, a Long Beachi versenyen a 19. helyről indulva 6. lett. Marco-nak ez volt az első futama Long Beach-ben ahol apja és nagyapja többször nyert apja például itt szerezte pályafutása legutolsó győzelmét. Hatodik lett a Kansasben, az Indianapolisi verseny már harmadik 500 mérföldes versenye volt a pályán. A 8. helyről indult de a rajt után a KV Racing versenyzőjével Mario Moraesel ütközött és ugyan később visszaállt de utána megint a garázsba kényszerült ezúttal már végleg.
A szezon hátralévő része már nem sikerült olyan jól, legjobb eredménye a Texasi 4. hely. Hasonlóan jó eredmény a Watkins Glen-i 5., a sorozat első Torontói futamán elért 8. hely (amit apja, Michael Andretti nyert meg a legtöbbször 7 alkalommal), és a Mid-Ohioi hatodik hely lett és a szezont a 8. helyen zárta 380 ponttal.

### 2011–2012
2011. június 25-én 79 versennyel első győzelme után második IndyCar győzelmét is megszerezte az Iowa Speedway-en.
A 2012-es évad nehezen indult a számára. Az évad elején folyamatosan a top10-en kívül zárt. Az indianapolisi 500-on a leghosszabb ideig, 59 körön keresztül vezette a mezőnyt, de nem sokkal a vége előtt, a 188. körben az első kanyarban a falnak csapódott és kiesett. A folytatásban ismét gyengébben szerepelt és csak Iowában érte el szezonbeli legjobb eredményét egy 2. hellyel. Fontánában megszerezte pályafutása második pole-pozícióját, míg a futamon a 8. helyen intették le. A 16. helyen végzett a pontversenyben, 278 egységgel.

### 2013
A 2013-as kiírást egy 2. hellyel indította St. Petersburg-ben. A negyedik fordulóban, a brazíliai São Paulóban 3. lett, amivel a 2. pozícióba ugrott fel a bajnoki tabellán, Szató Takuma mögé. Az Indy 500-on a 4. helyen futott be, és egyszer sem esett az 5. helynél hátrébb. Két késői sárga zászlós fázis alatt már nem maradt esélye feljebb lépni. Ennek az eredményének is köszönhetően átvette a vezetést összetettben 11 ponttal. Az évad második felében, Detroitben érte el legrosszabb, 20. helyezését. Texasban jól teljesített, a táv nagy részében a top10-ben haladt, végül 5. lett. Harmadik pole-t érő körét is megfutotta Milwaukee-ban. A verseny első bokszkiállásánál motorgondok léptek fel nála, ami miatt egészen a 20. helyig esett vissza. A Pocono Raceway-en beállította a leggyorsabb kört, emellett pályarekordot autózott és negyedik első helyét ünnepelhette a kvalifikáción. Torontóban és Mid-Ohióban is befért a legjobb 10 közé. A végelszámolásnál ötödikként rangsorolták, 484 ponttal, ami a mai napig elért legjobb eredménye összetettben az IndyCar-ban.

### 2014–

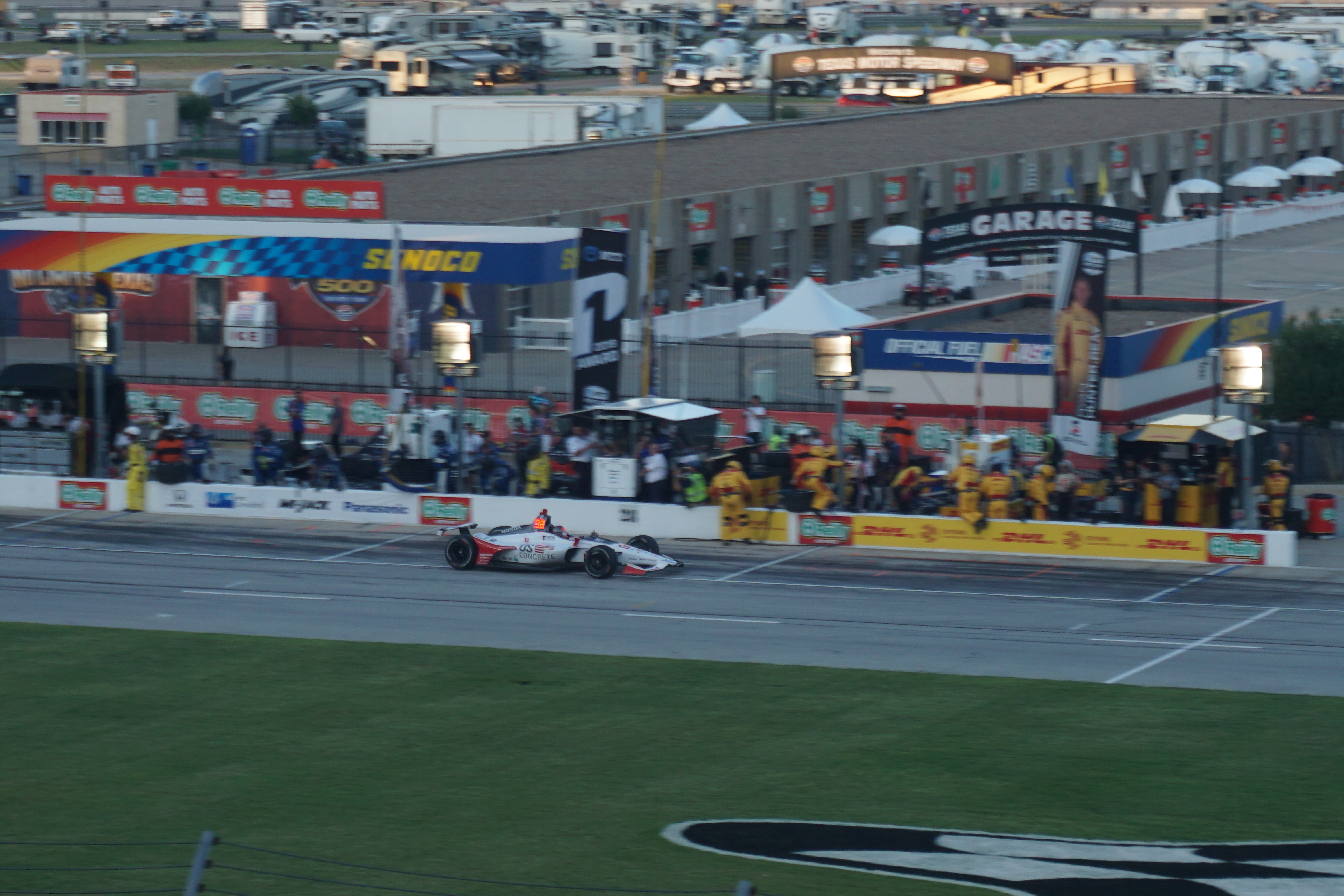
Marco Andretti a 2019-es Texasi versenyen.

A 2013-as kiugró évada után már nem tudott hasonló teljesítményt hozni, folyamatosan gyengült a szereplése. 2015. június 27-én, MAVTV 500-on érte el a mai napig utolsó dobogóját, a 3. helyen.
2017. december 7-én az Andretti Autosport úgy döntött, hogy Alexander Rossival rajtszámot cserél, így utóbbi megkapta a #27-est, míg Marcónak maradt a #98-as. 2018-ra átkerült az Andretti Autosport egyik alcsapatához, amelyet a Curb Agajanian támogatott. A 2020-as indianapolisi 500 mérföldesen 231,068 mérföld/órás átlagsebességgel rajtelsőséget szerzett a legendás viadalra, amely első volt a számára. Nagyapja, Mario és 1987 óta ő lett az első "Andretti" az élen. A verseny elején fokozatosan csúszott hátra és tizenharmadiknak haladt át a célvonalon. A koronavírus-világjárvány miatt jelentősen átrendezett és lerövidült bajnoki egy 10. hely volt a legjobbja, iowai oválról.
2021 januárjában hivatalosan bejelentette, hogy felhagy a teljes éves IndyCar-szerepléssel 2006 óta és továbbiakban a csak az Indy 500-on kívül indulni.

## Formula–1

### Honda
A Honda F1-es csapata 2006 decemberében lehetőséget biztosított Andrettinek, hogy tesztelje F1-es autójukat és December 15-én tesztelhette a spanyolországi Jerezben. A Honda sportigazgatója, a korábbi IndyCar széria versenyző, Indy 500 győztes és kétszeres CART bajnok Gil de Ferran meg volt elégedve a teljesítményével.
Andrettinek tetszett a teszt, de leszögezte, előbb meg akarja nyerni az indianapolisi 500 mérföldes versenyt mielőtt a Formula–1-ben versenyezne esetleg.
2007. február 7–8-án Marco vezethette a Honda Racing autóját egy kétnapos teszten Jerezben. Az előző teszten a csapat 2006-os autóját vezette. A (nem hivatalos) leggyorsabb köre Február 7-én futotta meg ami 1,5 másodperccel gyorsabb mint Jenson Button leggyorsabb köre. A (nem hivatalos) leggyorsabb köre Február 8-án (esős/száraz körülmények között) alig volt lassabb mint a 2005–2006-os bajnok Fernando Alonso leggyorsabb köre.

## Sportautózás

### Sebringi 12 órás autóverseny
Marco részt vett az ALMS Sebringi 12 órás versenyén az Andretti Green Racing XM Satellite Radio autójában 2008 márciusában. A csapattársai közül az övé volt a leggyorsabb kör az 1:48-as idejével. Bár az autó a verseny elején javításra szorult de a verseny végén a harmadik lett az összetettben.
2008. július 12-én Andretti részt vett az Amerikai Le Mans széria Lime Rock Park-ban megrendezett versenyén, az AGR XM Acura autóval. Ugyanezen a napon rendezték az IndyCar Series Nashville-i futamát és a futam után rögtön ment az IndyCar versenyre.
Marco Andretti, Franck Montagny és Tony Kanaan elindult a Petit Le Mans versenyen 2008. október 4-én. A verseny végén a #26-od XM Radio Acura az LMP2-es kategóriában hetedik lett és 16. az összetettben.

### SRX Racing
Miután 2021 elején kilépett az IndyCar-ból, csatlakozott a Tony Stewart és Ray Evernham által alapított SRX-szériához (Superstar Racing Experience), amely kissé a NASCAR-ra hasonlít. Kifejezetten jól szerepelt, a Slinger Speedwayen pedig első győzelmét ünnepelhette. Minden kategóriát figyelembe véve ez volt első sikere a 2011-es Iowa Corn Indy 250 óta.
A 2022-es évad bajnoka lett, két ponttal megelőzve Ryan Newmant. Annak ellenére ért fel a csúcsra, hogy egyetlen futamgyőzelmet sem szerzett. A záró, ohiói Sharon Speedwayen ütközött riválisával, melynek következtében nem tudta elengedni időben a kormányt, ami eltörte a bal csuklóját. A leintést követően a szurkolók botrányt robbantottak ki.

## A1 Grand Prix

### 2008–09-es szezon
Marco Andretti a 2008–09-es A1 Grand Prix-szezonban elindult néhány futamon.

## Eredményei

### Teljes A1 Grand Prix eredménylistája
| Év      | Csapat      | 1       | 2       | 3          | 4         | 5          | 6         | 7          | 8          | 9          | 10        | 11         | 12         | 13      | 14      | Helyezés | Pont |
| ------- | ----------- | ------- | ------- | ---------- | --------- | ---------- | --------- | ---------- | ---------- | ---------- | --------- | ---------- | ---------- | ------- | ------- | -------- | ---- |
| 2008–09 | A1 Team USA | NED SPR | NED FEA | CHN SPR 15 | CHN FEA 8 | MYS SPR Ki | MYS FEA 3 | NZL SPR 11 | NZL FEA 11 | RSA SPR 17 | RSA FEA 8 | POR SPR 12 | POR FEA Ki | GBR SPR | GBR SPR | 11.      | 24   |

### Teljes IndyCar eredménylistája
| Év   | Csapat                                           | 1      | 2      | 3       | 4       | 5       | 6       | 7       | 8      | 9      | 10     | 11     | 12     | 13     | 14     | 15     | 16     | 17     | 18     | 19      | Helyezés | Pont |
| ---- | ------------------------------------------------ | ------ | ------ | ------- | ------- | ------- | ------- | ------- | ------ | ------ | ------ | ------ | ------ | ------ | ------ | ------ | ------ | ------ | ------ | ------- | -------- | ---- |
| 2006 | Andretti Green                                   | HMS 15 | STP 15 | MOT 12  | INDY 2  | WGL 16  | TXS 14  | RIR 4   | KAN 9  | NSH 8  | MIL 5  | MIS 8  | KTY 17 | SNM 1  | CHI 18 |        |        |        |        |         | 7.       | 325  |
| 2007 | Andretti Green                                   | HMS 20 | STP 4  | MOT 16  | KAN 19  | INDY 24 | MIL 15  | TXS 19  | IOW 2  | RIR 12 | WGL 5  | NSH 5  | MDO 18 | MIS 2  | KTY 4  | SNM 16 | DET 17 | CHI 22 |        |         | 11.      | 350  |
| 2008 | Andretti Green                                   | HMS 2  | STP 25 | MOT1 18 | LBH1    | KAN 5   | INDY 3  | MIL 21  | TXS 19 | IOW 3  | RIR 9  | WGL 4  | NSH 24 | MDO 25 | EDM 17 | KTY 3  | SNM 14 | DET 18 | CHI 8  | SRF² 13 | 7.       | 363  |
| 2009 | Andretti Green                                   | STP 13 | LBH 6  | KAN 6   | INDY 30 | MIL 7   | TXS 4   | IOW 12  | RIR 7  | WGL 5  | TOR 8  | EDM 10 | KTY 10 | MDO 6  | SNM 14 | CHI 11 | MOT 7  | HOM 22 |        |         | 8.       | 380  |
| 2010 | Andretti Autosport                               | SAO 21 | STP 12 | ALA 5   | LBH 14  | KAN 13  | INDY 3  | TXS 3   | IOW 15 | WGL 13 | TOR 8  | EDM 11 | MDO 9  | SNM 12 | CHI 3  | KTY 6  | MOT 11 | HMS 7  |        |         | 8.       | 392  |
| 2011 | Andretti Autosport                               | STP 24 | ALA 4  | LBH 26  | SAO 14  | INDY 9  | TXS1 13 | TXS2 6  | MIL 13 | IOW 1  | TOR 4  | EDM 14 | MDO 7  | NHA 24 | SNM 24 | BAL 25 | MOT 3  | KTY 27 | LVS T  |         | 8.       | 337  |
| 2012 | Andretti Autosport                               | STP 14 | ALA 11 | LBH 25  | SAO 14  | INDY 24 | DET 11  | TXS 17  | MIL 15 | IOW 2  | TOR 16 | EDM 14 | MDO 8  | SNM 25 | BAL 14 | FON 8  |        |        |        |         | 16.      | 278  |
| 2013 | Andretti Autosport                               | STP 3  | ALA 7  | LBH 7   | SAO 3   | INDY 4  | DET 20  | DET 6   | TXS 5  | MIL 20 | IOW 9  | POC 10 | TOR 4  | TOR 9  | MDO 9  | SNM 4  | BAL 10 | HOU 13 | HOU 20 | FON 7   | 5.       | 484  |
| 2014 | Andretti Autosport                               | STP 22 | LBH 8  | ALA 2   | IMS 14  | INDY 3  | DET 10  | DET 16  | TXS 22 | HOU 8  | HOU 9  | POC 9  | IOW 18 | TOR 16 | TOR 8  | MDO 22 | MIL 13 | SNM 8  | FON 11 |         | 9.       | 463  |
| 2015 | Andretti Autosport                               | STP 10 | NLA 13 | LBH 8   | ALA 10  | IMS 16  | INDY 6  | DET 2   | DET 5  | TXS 5  | TOR 13 | FON 3  | MIL 8  | IOW 7  | MDO 10 | POC 18 | SNM 11 |        |        |         | 9.       | 429  |
| 2016 | Andretti Autosport                               | STP 15 | PHX 13 | LBH 19  | ALA 12  | IMS 15  | INDY 13 | DET 16  | DET 9  | ROA 12 | IOW 14 | TOR 10 | MDO 13 | POC 12 | TXS 12 | WGL 12 | SNM 8  |        |        |         | 16.      | 339  |
| 2017 | Andretti Autosport                               | STP 7  | LBH 20 | ALA 21  | PHX 18  | IMS 16  | INDY 8  | DET 12  | DET 13 | TXS 6  | ROA 18 | IOW 17 | TOR 4  | MDO 12 | POC 11 | GTW 14 | WGL 16 | SNM 7  |        |         | 12.      | 388  |
| 2018 | Andretti Herta Autosport/ Curb Agajanian         | STP 9  | PHX 12 | LBH 6   | ALA 10  | IMS 13  | INDY 12 | DET 4   | DET 9  | TXS 14 | ROA 11 | IOW 16 | TOR 10 | MDO 11 | POC 7  | GTW 14 | POR 25 | SNM 5  |        |         | 9.       | 392  |
| 2019 | Andretti Herta Autosport/ Marco Andretti         | STP 13 | COA 6  | ALA 14  | LBH 13  | IMS 13  | INDY 26 | DET 16  | DET 6  | TXS 10 | ROA 23 | TOR 10 | IOW 21 | MDO 15 | POC 15 | GTW 10 | POR 13 | LAG 14 |        |         | 16.      | 303  |
| 2020 | Andretti Herta Autosport/ Marco Andretti         | TXS 14 | IMS 22 | ROA 22  | ROA 19  | IOW 22  | IOW 10  | INDY 13 | GTW 23 | GTW 15 | MDO 23 | MDO 20 | IMS 25 | IMS 22 | STP 20 |        |        |        |        |         | 20.      | 176  |
| 2021 | Andretti Herta-Haupert Autosport/ Marco Andretti | ALA    | STP    | TXS     | TXS     | IMS     | INDY 19 | DET     | DET    | ROA    | MDO    | NSH    | IMS    | GTW    | POR    | LAG    | LBH    |        |        |         | 35.      | 22   |
| 2022 | Andretti Herta Autosport/ Marco Andretti         | STP    | TXS    | LBH     | ALA     | IMS     | INDY 22 | DET     | ROA    | MDO    | TOR    | IOW    | IOW    | IMS    | NSH    | GTW    | POR    | LAG    |        |         | 33.      | 17   |
| 2023 | Andretti Autosport/ Marco Andretti               | STP    | TXS    | LBH     | ALA     | IMS     | INDY 17 | DET     | ROA    | MDO    | TOR    | IOW    | IOW    | NSH    | IMS    | GTW    | POR    | LAG    |        |         | 35.      | 13   |
| 2024 | Andretti Autosport/ Marco Andretti               | STP    | TRM    | LBH     | ALA     | IMS     | INDY .  | DET     | ROA    | LAG    | MDO    | IOW    | IOW    | TOR    | GTW    | POR    | MIL    | MIL    | NSH    |         | —        | 0    |

1 A Long Beach-i és a Japán versenyt ugyanazon a napon rendezték a Champ Car és az IRL pilótáknak és mindkét verseny bele számít a bajnokságba.
² A verseny nem számít bele a bajnokságba

#### Indianapolis 500
| Év   | Kasztni | Motor     | Csapat | Eredmény | Csapat                                          |
| ---- | ------- | --------- | ------ | -------- | ----------------------------------------------- |
| 2006 | Dallara | Honda     | 9      | 2        | Andretti Green Racing                           |
| 2007 | Dallara | Honda     | 9      | 24       | Andretti Green Racing                           |
| 2008 | Dallara | Honda     | 7      | 3        | Andretti Green Racing                           |
| 2009 | Dallara | Honda     | 8      | 30       | Andretti Green Racing                           |
| 2010 | Dallara | Honda     | 16     | 3        | Andretti Autosport                              |
| 2011 | Dallara | Honda     | 27     | 9        | Andretti Autosport                              |
| 2012 | Dallara | Chevrolet | 4      | 24       | Andretti Autosport                              |
| 2013 | Dallara | Chevrolet | 3      | 4        | Andretti Autosport                              |
| 2014 | Dallara | Honda     | 6      | 3        | Andretti Autosport                              |
| 2015 | Dallara | Honda     | 8      | 6        | Andretti Autosport                              |
| 2016 | Dallara | Honda     | 14     | 13       | Andretti Autosport                              |
| 2017 | Dallara | Honda     | 8      | 8        | Andretti Autosport/Yarrow                       |
| 2018 | Dallara | Honda     | 12     | 12       | Andretti Herta Autosport/Curb-Agajanian         |
| 2019 | Dallara | Honda     | 10     | 26       | Andretti Herta Autosport/Curb-Agajanian         |
| 2020 | Dallara | Honda     | 1      | 13       | Andretti Herta Autosport/Curb-Agajanian         |
| 2021 | Dallara | Honda     | 25     | 19       | Andretti Herta-Haupert Autosport/Curb-Agajanian |
| 2022 | Dallara | Honda     | 23     | 22       | Andretti Herta Autosport/Curb-Agajanian         |
| 2023 | Dallara | Honda     | 24     | 17       | Andretti Herta Autosport/Curb-Agajanian         |

### Le Mans-i 24 órás autóverseny
| Év   | Csapat           | Csapattárs              | Autó                  | Kategória | Kör | Összetett helyezés | Kategória helyezés |
| ---- | ---------------- | ----------------------- | --------------------- | --------- | --- | ------------------ | ------------------ |
| 2010 | Rebellion Racing | Nicolas Prost Neel Jani | Lola B10/60-Rebellion | LMP1      | 175 | Kiesett            | Kiesett            |

### Teljes Superstar Racing Experience eredménylistája
| Év   | #  | 1      | 2     | 3      | 4     | 5     | 6      | Helyezés | Pont |
| ---- | -- | ------ | ----- | ------ | ----- | ----- | ------ | -------- | ---- |
| 2021 | 98 | STA 10 | KNX 7 | ELD 42 | IRP 4 | SLG 1 | NSV 11 | 4.       | 171  |
| 2022 | 98 | FIF 7  | SBO 8 | STA 2* | NSV 2 | I55 2 | SHA 9  | 1.       | 195  |